# Bloqueador de llamadas por celular
Un bloqueador de llamadas por teléfono celular, es un instrumento que impide recibir señales de  teléfono celular desde la estación base.  Cuando se utiliza, el bloqueador desactiva efectivamente los teléfonos celulares. Estos dispositivos se pueden utilizar en cualquier lugar, pero se utilizan principalmente en lugares o recintos dónde están restringidas las llamadas telefónicas, para no perturbar actividades por el ruido como en escuelas u hospitales, o para evitar comisión de crímenes como sería el caso de las cárceles y otros establecimientos penitenciarios.

## Historia
La rápida proliferación del teléfono celular a principios del siglo XXI, cerca de un estado de omnipresencia, finalmente plantea problemas, tales como su uso potencial para invadir la privacidad o contribuir al engaño académico. Además, la reacción pública ha ido creciendo contra el tal aparato comunicador por su irrupción en la vida cotidiana. Mientras que el teléfono celular analógico a menudo sufría de mala recepción, y podían incluso ser desconectado por simple interferencia, como ruido de alta frecuencia, el teléfono digital cada vez más sofisticado, ha llevado a aparatos interruptores también más elaborados. Los dispositivos de interferencia de teléfono celular, son una medida alternativa a los más caros, como es la jaula de Faraday, que en su mayoría es adecuada para construir para proteger estructuras. Se desarrollaron originalmente para la aplicación de la ley y para que los militares pudiesen interrumpir comunicaciones entre delincuentes y terroristas. Algunos también fueron diseñados para el uso de ciertos explosivos, detonados remotamente. Las aplicaciones civiles fueron evidentes, por lo que con el tiempo, muchas empresas originalmente contratadas para diseñar inhibidores de uso gubernamental, eligieron vender estos aparatos a entidades privadas. Desde entonces, ha habido un aumento lento pero constante en su compra y uso, especialmente en las principales áreas metropolitanas. En España el uso de un bloqueador de frecuencia (conocido técnicamente como inhibidor de frecuencia) está regulado por el gobierno central, y su uso sólo está permitido para fuerzas públicas y organismos gubernamentales.

## Operación
Al igual que con otros interruptores de radio, el bloqueador de teléfono celular, envía ondas de radio de las mismas frecuencias que usan para comunicarse. Esto causa suficiente interferencia para con la comunicación entre teléfonos celulares y las torres como para inutilizar los teléfonos. En la mayoría de los teléfonos al por menor, la red parecería simplemente fuera de alcance. La mayoría de los teléfonos celulares, utilizan diferentes bandas para enviar y recibir comunicaciones a las torres (llamados dúplex por división de frecuencia, FDD). Los bloqueadores pueden interrumpir llamadas telefónicas a las frecuencias de la torre o viceversa. Los modelos pequeños, bloquean todas las bandas de 800 MHz a 1900 MHz dentro de un rango de 30 pies (9 metros). Además, los dispositivos portátiles tienden a usar el método anterior, mientras que los modelos más caros, más grandes, pueden interferir directamente desde la torre. El radio de acción de los bloqueadores de celular puede variar desde algunas docenas de pies en modelos de bolsillo, hasta kilómetros para unidades más dedicadas. El bloqueador TRJ-89 puede interrumpir las comunicaciones por celular en un radio de 5 millas (8 km).
Es necesaria menos energía para interrumpir la señal de la torre al teléfono móvil, que la señal del teléfono móvil a la torre (también llamada estación base), ya que la estación base se encuentra a mayor distancia de la emisión que al teléfono móvil y por eso no es tan fuerte la señal desde la torre.
Los bloqueadores más antiguos se les limitaba a trabajar a veces usando solo estándares de teléfono móvil analógico o del más antiguo digital. Los modelos nuevos, como los de doble y triple banda pueden bloquear todos los sistemas ampliamente utilizados (CDMA, iDEN, GSM, et al.), y son incluso muy eficaces contra los teléfonos más modernos, que saltan a diferentes frecuencias y sistemas para cuando se les interfiere. Como la tecnología de red dominante y las frecuencias usadas para teléfonos móviles varían en todo el mundo, algunos trabajan sólo en determinadas regiones como Europa o América del Norte. Se han introducido algunos inhibidores de celular en algunas prisiones de estado en los Estados Unidos. Los teléfonos celulares que han sido colados en prisión suponen un riesgo de seguridad para guardias y dueños que viven cerca.
Los componentes de un jammer incluyen:
```
          * antena
          * circuitos
          * fuente de alimentación
```

### Antena
Cada dispositivo de interferencia tiene una antena para enviar la señal. Algunos están dentro de un armario eléctrico. En dispositivos más fuertes, las antenas son externas para proporcionar mayor alcance y puedan ajustarse a las frecuencias individuales. Algunos dispositivos pueden almacenar las frecuencias que han atascado para evitar más tarde el reajuste necesario por el uso repetido de esas frecuencias.

### Circuitos
Los principales componentes electrónicos de un bloqueador son:
- Oscilador voltaje-controlado — Genera la señal de radio que interfiere con la señal del teléfono celular.
- Circuito de sintonización — Controla la frecuencia en que el bloqueador transmite su señal, enviando una voltaje particular para el oscilador.
- Generador de ruido — Produce salida electrónica al azar en un rango de frecuencia especificado a bloquear la señal de la red de telefonía celular (parte del circuito sintonizador).
- Amplificación RF (etapa de ganancia)—  Aumenta el poder de salida de radio frecuencia a niveles suficientemente altos como para bloquear una señal.

### Fuente de alimentación
Dispositivos de menor interferencia son operadas con pilas. Algunos se asemejan a los teléfonos móviles y utilizan sus mismas baterías. Dispositivos más fuertes pueden ser enchufados en un tomacorriente estándar o conectados al sistema eléctrico del vehículo.
El efecto del bloqueo puede variar ampliamente sobre la base de factores como la proximidad a las torres, el diseño de interiores y el escenario al aire libre, presencia de edificios y paisaje, incluso la temperatura y la humedad juegan un papel importante.
Hay preocupaciones de que bloqueadores crudamente diseñados pueden perturbar el funcionamiento de dispositivos médicos como marcapasos. [cita requerida] Sin embargo, como los teléfonos móviles, la mayoría de los dispositivos de uso común operan en potencia de salida suficiente baja (< 1W) para evitar cualquier problema.[cita requerida]

## Legalidades
Ya que estos inhibidores activamente emiten señales de radio, que pueden ser o no legales por poseer u operar sobre la base de las leyes específicas de la zona en que se encuentra.
- Armenia : ilegal
- Australia: ilegal operar, o suministrar. poseer[4]
- Bélgica: ilegales para vender, poseer y operar (con licencia parte del espectro).
- Brasil: ilegales, pero se ha propuesto la instalación en las cárceles.[5]
- Canadá: ilegal, salvo por las agencias de aplicación de la ley federal que han obtenido la aprobación[6]
- Colombia:legales para vender y comprar. Su uso no autorizado es ilegal según el Artículo 75 de la Constitución Nacional. Su uso es sólo legal con autorización del MinTIC (Ministerio de Tecnologías de Información y Comunicación), según Resolución 2774 del 16 de agosto de 2013. Las autoridades judiciales están exentos de la autorización por razones de seguridad nacional.
- China: utilizado por el Departamento de educación del Gobierno como un método de frustrar trampas en las escuelas. Durante la gran final de exámenes del año, se utilizan bloqueadores de teléfono móvil, alrededor de las escuelas secundarias para evitar que los estudiantes dentro, reciban llamadas o mensajes de texto, que pueden ser utilizados para fines ilícitos. En algunos municipios sin embargo, en lugar del uso de bloqueadores, las torres de señal móvil cerca de las escuelas son apagadas temporalmente, para la semana que duran los exámenes en curso.
- República Checa: ilegal.
- Dinamarca: ilegal.
- Ecuador: Se pueden usar únicamente tras ser registrados con la autoridad de telecomunicaciones y aprobados por la agencia de regulación y control de las telecomunicaciones. Las instituciones financieras y los centros penitenciarios están obligados a usar inhibidores de señal.[7]
- Egipto: ilegal.
- Eslovaquia: ilegal.
- Finlandia: ilegal.
- Francia: Ha legalizado bloqueadores de celular en cines y otros lugares con actuaciones en 2004. Abandonado debido a quejas de llamadas de emergencia. Legalmente se utiliza dentro de las cárceles.
- Alemania: ilegal, pero la instalación en las cárceles se ha propuesto.
- India: legal, Gobierno, lugares de culto, las prisiones y las instituciones educativas utilizan inhibidores.
- Irán: ilegal operar por civiles pero permitido para las fuerzas policiales y militares. Es sin embargo legal poseer esas unidades, adquiribles en electrónicas en los mercados sin licencia. En la mayoría de las cárceles, las bibliotecas y aulas de la Universidad tales bloqueadores ya están en uso. En las protestas de elecciones iraníes 2009-2010, las fuerzas de policía utilizaron teléfonos móviles y bloqueadores de Bluetooth.
- Irlanda: ilegal operar. Legalmente se utiliza dentro de las cárceles por el servicio penitenciario irlandés.
- Italia: no es técnicamente ilegal, pero en gran medida ilegal a operar, ya que la ley italiana prohíbe específicamente la perturbación de comunicaciones por radio y de telefónicas. Los bloqueadores GSM son sin embargo legales para ser utilizado en lugares como hospitales, iglesias, cines y otros lugares con actuaciones, y otros edificios donde y cuando el uso de teléfonos móviles puede resultar en una fuga de información confidencial: en tales ocasiones, los bloqueadores son legales siempre y cuando su funcionamiento no interfiera con el equipo médico electrónico (como marcapasos) y permita que los teléfonos móviles hacer llamadas de emergencia. Los bloqueadores de Tri-banda están reservados y en uso con las fuerzas de policía y están siendo experimentados en las cárceles.
- Japón: ilegal utilizar, pero es legal poseer. Se permite la compra de versiones móviles de corto alcance. Uso de bloqueadores de alto rendimiento fijo con largo alcance es ilegal, con multas de hasta un máximo de $250, 000USD o 5 años de prisión.
- México: A partir del 25 de enero de 2020 queda establecido como ilegal, sólo será permitido dentro de las cárceles, todo uso se considerará un delito y será penado desde 12 a 15 años de prisión, en caso de ser servidor público pueden alcanzar hasta los 18 años.
- Nueva Zelanda: ilegal vender, fabricar o utilizar.[8] Legal dentro de las cárceles por el Departamento de correcciones.[9]
- Noruega: ilegal para tener y operar. La policía y el ejército puede utilizar bloqueadores en situaciones en que es necesario.
- Pakistán: es ilegal operar un bloqueador sin la N.O.C. del Ministerio del Interior y Ministerio de telecomunicaciones. Otro Banco del estado de Pakistán prohibió la instalación de los mismos en los bancos, PTA (Pakistan Telecommunication Authority's) continuamente monitorea y recibe denuncias y toma acciones para eliminar los bloqueadores que se instalan sin N.O.C.
- Polonia: jurídica al comercio y propia, mientras no funcione; ilegal utilizar en público (con licencia parte del espectro); ilegal causar interferencias a la comunicación de parte tercera (sin previo aviso y permiso); legal en propiedad con pequeña potencia (ambos por encima de las cláusulas se aplican).
- Suecia: ilegal. Legal dentro de las cárceles y para uso militar.[10]
- Suiza: ilegal.
- Turquía: ilegal. Sólo la policía y el ejército utilice bloqueadores.
- Ucrania: legal, previsto ser utilizado en las escuelas[11]
- Reino Unido: ilegal utilizar, pero es legal poseer. Se ha propuesto la instalación en las cárceles[12]
- Estados Unidos: dispositivos de bloqueo de teléfono celular son utilizados por los funcionarios federales bajo ciertas circunstancias.[cita requerida] Derechos de privacidad de propietarios pueden afectar la política y la aplicación de la ley dentro de los edificios[cita requerida]. La FCC puede emitir un permiso que renuncia a la ley para el uso privado. Para las comunicaciones por radio, es ilegal operar, fabricar, importar u ofrecer para la venta, incluyendo la publicidad (Ley de comunicaciones de 1934).[13] Bloquear las comunicaciones de radio en público puede llevar a multas de hasta $112.000 y prisión de hasta un año.[14] La Ley de seguridad nacional de 2002 para anular la ley de comunicaciones de 1934.[15]